# ریاض (کفر الشیخ)
ریاض نام شهر و شهرستانی در استان کفر الشیخ مصر است.